# Żyliny
Żyliny – wieś w Polsce położona w województwie podlaskim, w powiecie suwalskim, w gminie Suwałki.
W latach 1975–1998 miejscowość administracyjnie należała do województwa suwalskiego.

## Przyroda
W okolicy Żylin, na lewym brzegu rzeki Szczeberki, rośnie okazały dąb szypułkowy – drzewo o obwodzie 715 cm (w 2013), posiadające dziuplę, zabezpieczoną betonowym sarkofagiem.

## Zabytki
W Żylinach znajdują się następujące zabytki wpisane do rejestru zabytków:
- Drewniany kościół parafialny Matki Bożej Częstochowskiej zbudowany w latach 1924–26 fundacji księdza prałata Stanisława Szczęsnowicza z Suwałk.
- Drewniana dzwonnica obok kościoła.